# شهرستان سارپینسکی
شهرستان سارپینسکی (به لاتین: Sarpinsky District) یک شهرستان در روسیه است که در قالمیقستان واقع شده‌است.